# Cyrus Beers
Cyrus Beers (* 21. Juni 1786 in Newtown, Connecticut; † 5. Juni 1850 in Ithaca, New York) war ein US-amerikanischer Politiker. In den Jahren 1838 und 1839 vertrat er den Bundesstaat New York im US-Repräsentantenhaus.

## Werdegang
Cyrus Beers wurde ungefähr drei Jahre nach dem Ende des Unabhängigkeitskrieges im Fairfield County geboren. Die Familie zog nach New York City. Er erhielt eine bescheidene Schulbildung an öffentlichen Schulen. Danach ging er kaufmännischen Geschäften nach und war im Holzhandel tätig. 1821 zog er nach Ithaca. Dort ging er weiterhin kaufmännischen Geschäften nach. Politisch gehörte er der Demokratischen Partei an. Er nahm 1830 als Delegierter an der Democratic State Convention in Herkimer teil. 1837 ernannte man ihn zum Commissioner of Deeds in Ithaca.
In einer Nachwahl im 22. Wahlbezirk von New York wurde er in den 25. Kongress gewählt, um dort die Vakanz zu füllen, die durch den Tod von Andrew DeWitt Bruyn entstand. Er nahm am 3. Dezember 1838 seinen Sitz im US-Repräsentantenhaus ein. Da er auf eine erneute Kandidatur 1838 verzichtete, schied er nach dem 3. März 1839 aus dem Kongress aus. Als Delegierter nahm er 1839 an der New York and Erie Railroad Convention teil.
Nach seiner Kongresszeit ging er in Ithaca wieder seinen früheren Geschäften nach. Er verstarb dort am 5. Juni 1850 und wurde dann auf dem Stadtfriedhof beigesetzt.